# دیوید ریازانوف
دیوید بوریسوویچ ریازانوف (به روسی: Дави́д Бори́сович Ряза́нов) (زاده ۱۸۷۰ - درگذشته ۱۹۳۸) تاریخ‌دان، پژوهش‌گر و آرشیویست آثار مارکسیستی، از مؤسسان انستیتو مارکس و انگلس بود.
او در زمان استالین زندانی سیاسی شد و سرانجام، در جریان پاکسازی بزرگ در زندان جان سپرد. (برخی می‌گویند که او به دست استالین کشته شد)
مهم‌ترین خدمت ریازانوف به مارکسیسم، کشف نوشته‌های اقتصادی فلسفی مارکس و انتشار آن‌ها به نام دست‌نوشته‌های پاریس و گردآوری ایدئولوژی آلمانی بود. این دست نوشته‌ها که در دههٔ سوم قرن بیستم چاپ شدند، بعدها از مهم‌ترین آثار مارکسیسم، به‌خصوص برای تبین مفاهیمی چون از خودبیگانگی انسان به روایت مارکس، گشتند.